# Johansholm, Iniö
Johansholm är en ö i Finland. Den ligger i Skärgårdshavet och i kommunen Pargas i den ekonomiska regionen  Åboland i landskapet Egentliga Finland, i den sydvästra delen av landet. Ön ligger omkring 45 kilometer väster om Åbo och omkring 190 kilometer väster om Helsingfors.
Öns area är 16,4 hektar och dess största längd är 0,7 kilometer i nord-sydlig riktning. Ön höjer sig omkring 20 meter över havsytan.

## Klimat
Inlandsklimat råder i trakten. Årsmedeltemperaturen i trakten är 6 °C. Den varmaste månaden är augusti, då medeltemperaturen är 17 °C, och den kallaste är januari, med −5 °C.